# Сунда (королевство)
Королевство Сунда (сунд. Karajaan Sunda: Караджан Сунда; сунданское письмо: ) было индуистским королевством сундов, расположенным в западной части острова Ява с 669 по 1579 годы, на территории современного Бантама, Джакарты, западной Явы и западной части центральной Явы. Столица королевства Сунда меняла своё местоположение и находилась в Кавали в Галухе на востоке и в Пакуан Паджаджаран (совр. Богор) на западе.:379
Согласно поэме Буджангга Маник, восточная граница королевства проходила по рекам Памали и Сераю в Центральной Яве. Большинство информации о королевстве Сунда основано на исторических записях XVI века.

## Этимология

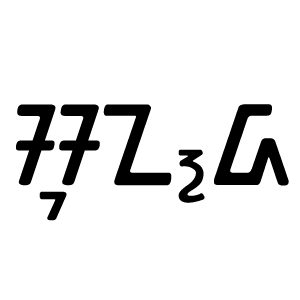
Слово Sunda написано сунданским шрифтом

Название Sunda происходит от санскритской приставки su, что означает «добродетель» или «обладающий хорошими качествами». Пример — суварна (букв. «хороший цвет»), используемый для описания золота. Сунда — это ещё одно имя индуистского бога Вишну. На санскрите термин Сундара (мужской род) или Сундари (женский род) означает «красивый» или «превосходство». Термин Sunda также означает яркий, светлый, чистый или белый.
Имя Сунда также встречается в эпосе индуистской мифологии Махабхарата (Книга I: Ади Парва), так зовут одного из братьев Асуров Сунда и Упасунда, получивших дар неуязвимости от Брахмы. Однако неясно, произошло ли одноименное название Sunda от этого индуистского мифа.
Похоже, что к X веку имя Сунда использовалось иностранцами (возможно, ранними индийскими исследователями, малайскими шривиджайскими торговцами и колонизаторами, а также яванскими соседями) как топоним для обозначения западных частей Явы. Это подтверждается надписью Кебон Копи II (Ракриан Джуру Пангамбат), датированной 854 годом сакской эры (932 год н. э.). Это имя затем использовалось яванцами для идентификации своего западного соседа, а также соперника и врага, как упоминается в надписи Хоррен (ок. 11 века) из Кедири.

## Историография
Знания о королевстве среди сундского народа сохранились благодаря устной традиции сунданского пантуна (Пантун Сунда), песням о золотом веке Сунда Паджаджарана и легенде о Силиванги, самом популярном короле Сунды.
Царство упоминается в нескольких надписях на камнях, таких как Кебон Копи II, Сангян Тапак, Кавали и Батутулис. Большинство информации о королевстве Сунда было взято из рукописей, датированных более поздним периодом: примерно с XV по XVI века, таких как Буджангга Маник, Санхьянг Сикса Канданг Каресян, Карита Парахьянган и Кидунг Сунда.
История королевства Сунда также довольно подробно описана в книге из собрания рукописей Вангсакерты под названием «Пустака Раджьяраджья и Бхуми Нусантара» (сунд. Pustaka Rajyarajya i Bhumi Nusantara), составленной в конце 17 века в Чиребоне. В настоящее время рукописи Вангсакерта обычно не считаются достоверным источником среди историков, так как подозревается, что они являются подделкой, содержащей псевдоисторию.

### Местные упоминания

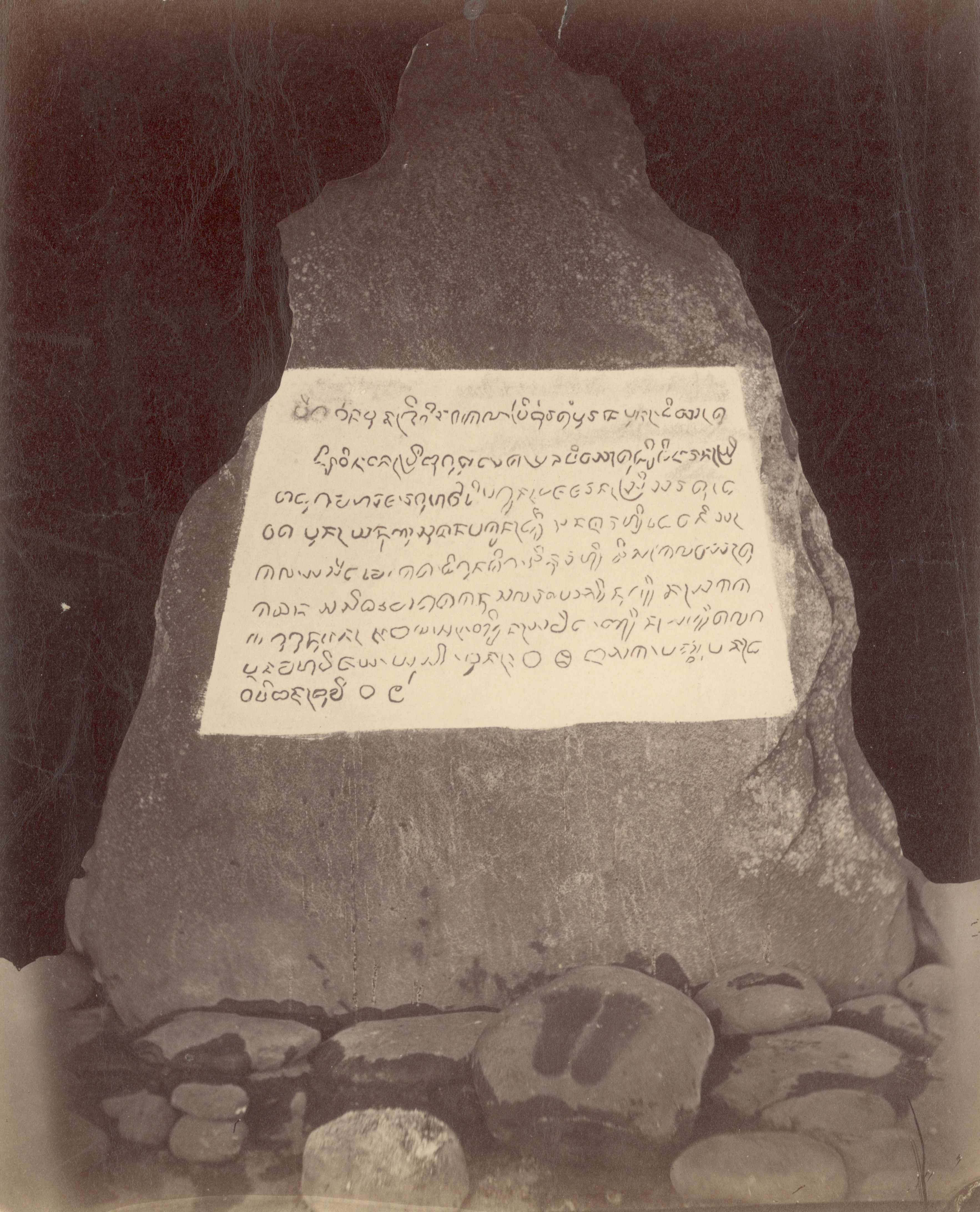
Надпись Батутулис (датированная 1533 годом) в Богоре в память о великом царе Сунды Шри Бадуга Махараджа (правление 1482—1521 гг.).

Самая ранняя ссылка на название «Сунда», используемое для обозначения королевства, — это надпись Кебон Копи II, датированная 854 годом сакской эры (932 г. н. э.). Надпись была сделана старым яванским шрифтом, но в ней использовался старомалайский язык. Надпись переводится следующим образом: «Этот мемориальный камень призван отметить изречение Ракриана Джуру Пангамбата (королевского охотника) в Саке 854 года о возвращении власти царю Сунды.» Хронограмма (сунд. chandrasengkala: чандрасенгкала) данной записи соответствует 458 году сакской эры. Однако, некоторые историки предположили, что цифры года надписи следует читать в обратном порядке, как 854 год сакской эры (932 г. н. э.), потому что царство Сунда не могло существовать в 536 г., во времена царства Тарума (358—669 гг.).
Ещё одно упоминание о царстве встречается в надписи Джаябупати, иногда датируемой 11 октября 1030 года. Она состоит из 40 строк, написанных на четырёх камнях, найденных на берегу реки Чикатих в Чибадаке, Сукабуми. Надпись написана старым яванским письмом и в ней упоминается о создании королём Сунды по имени Джаябхупати охраняемой священной области под названием Сангян Тапак. Камни хранятся в Национальном музее в Джакарте под кодами D 73 (Cicatih), D 96, D 97 и D 98.
Упоминание королевства Сунды также встречается в датированных XV веком медных пластинах, которые содержали инструкции короля. Надпись на медной пластине КеБантамана I (Джаягири) гласит, что Раджа Рахянг Нискала Васту Канчана послал приказ через Хьянг Нинграт Канчана в Сусухунан Пакуан Паджаджаран позаботиться о даёхане (dayohan) в Джаягири и Сунда-Сембава, запретив сбор налогов с жителей, потому что они были осведомлены об (индуистской) религии и поклонялись богам.
Надпись КеБантамана II (Сунда Сембава I) на медной пластине объявляет о том, что Шри Бадуга Махарадж (1482—1521), король, находящийся в Пакуане, одобряет уже выделенное в распоряжение вику (священников) священное поместье (танах девасасана), которое остаётся разделенным, поскольку в нём находятся помещения для поклонения, принадлежащие царю. Надпись Кебантэнана III (Сунда Сембава II) на медной пластине объявляет о разрешении царя Сунды на строительство священного здания в Сунда Сембава. Надпись КеБантамана IV (Гунунг Самая) говорит, что Шри Бадуга Махарадж, правивший в Пакуане, санкционировал священное место (танах девасана) на Гунунг (горе) Самья (близ Ранкамая), сделал запасы древесины, предназначенные для подношений; упоминается священное поместье, подобное тому, которое описано в надписи КеБантамане II, с его именем также связывают создание искусственного озера (видимо, выполнявшего роль водохранилища) Талага Рена Махавиджая (сунд. Sanghyang Talaga Rena Mahawijaya), священных курганов гугунунган и священного леса (в районе Ранкамая).
Информация о повседневной жизни королевства Сунда в конце XV — начале XVI века была найдена в поэме Буджангга Маник. В ней были очень подробно описаны названия мест, культура и обычаи, это один из важных образцов древнесунданской литературы. Главный герой — принц Джая Пакуан по прозвищу Буджангга Маник, сунданский индуистский отшельник, который, хотя и был принцем при дворе Пакуан Паджаджарана, предпочитал вести жизнь религиозного человека. В качестве отшельника он совершил два путешествия из Пакуан Паджаджарана в центральную и восточную Яву и обратно, второе путешествие включало посещение Бали. По возвращении он практиковал аскетизм на горе в западной Яве, где его физическое существование подошло к концу. Рукопись датируется периодом доисламской Сунды, написана на древнесунданском языке. Она демонстрирует заметное влияние яванского языка, но не содержит ни одного слова, которое можно было бы проследить до арабского, также в ней отсутствуют упоминания ислама. В этой рукописи, в частности, упоминаются Маджапахит, Малакка и Демак, что позволяет датировать написание истории концом XV — началом XVI века.

### Китайские упоминания

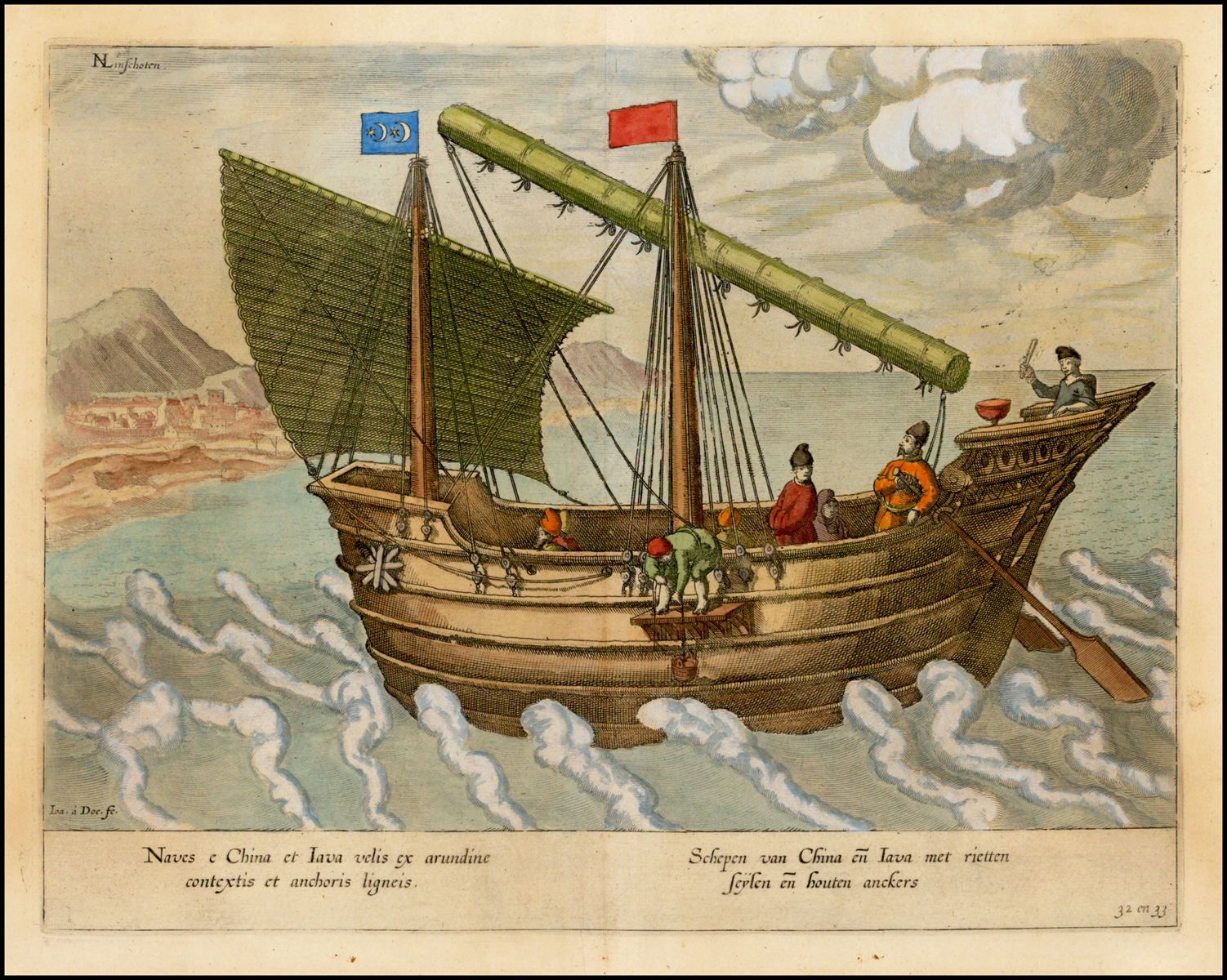
Сунданская королевская группа прибыла в порт Худжунг Галу на Джанк Сассане, типе Джонг (корабль), построенного в китайской манере (с использованием железных гвоздей вместе с деревянными дюбелями, водонепроницаемой переборкой и добавлением центрального руля).

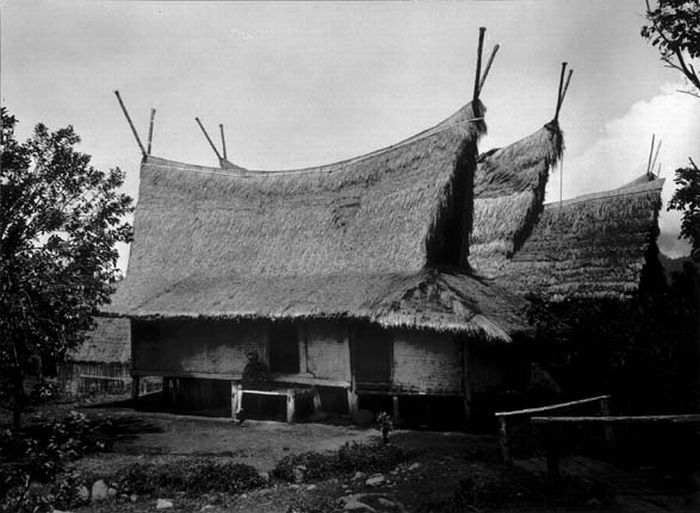
Сунданский традиционный дом на столбах с соломенной крышей «Julang Ngapak» в городе Гарут около 1920-х годов.

Согласно Ф. Хирту (англ. F. Hirt) и У. В. Рокхиллу (англ. W. W. Rockhill), существуют китайские источники XII века, в которых упоминается королевство Сунда. Во времена династии Южный Сун инспектор по торговле с зарубежными странами Чау Джу-куа собирал отчеты моряков и купцов, побывавших в зарубежных странах. В его отчете о далеких странах Чу-фан-чи, написанном с 1178 по 1225 год нашей эры, упоминается глубоководная гавань Син-то (Сунда). Чу-фан-чи сообщил, что:

По всему берегу живут люди. Они заняты в сельском хозяйстве, их дома стоят на столбах, а крыши покрыты соломой из коры пальмовых деревьев, стены же сделаны из деревянных досок, связанных ротангом. И мужчины, и женщины оборачивают свои чресла хлопковой тканью, а при стрижке волос оставляют их длиной всего полдюйма. Перец, выращиваемый на холмах [этой страны] мелкозернистый, но тяжелый и превосходит продукт из Тубана (восточная Ява). В стране выращивают тыкву, сахарный тростник, бобы и баклажаны. Однако, поскольку в стране нет постоянного правительства, люди подвергаются грабежам, из-за чего иностранные торговцы редко её посещают.

Королевство, расположенное в западной части Явы возле Зондского пролива, соответствует сегодня Бантаму, Джакарте и западной части провинции Западная Ява. Согласно этому источнику, порт Сунда находился под властью Шривиджая. Порт Сунда можно было назвать портом Бантам, а не Сунда Калапа (сунд. Sunda Kalapa). Его столица находится в 10 км к югу от побережья в Бантам-Жиранг недалеко от горы Пулосари.
Китайская книга «shun-feng hsiang-sung», датированная примерно 1430 годом нашей эры, сообщает:

В этом путешествии к востоку от Сунды, вдоль северного побережья Явы, корабли держали курс на 97 1/2° в течение трех часов, чтобы достичь Калапы; Затем они шли побережьем (мимо Танджунг Индрамаю) и, наконец, по курсу 187 1/2° в течение четырёх часов, чтобы добраться до Чиребона. Корабли из Бантама шли на восток вдоль северного побережья Явы, мимо Калапы, мимо головы Индрамаю и Чиребона.

Согласно этому источнику, порт Cунда был расположен к западу от Калапы и позже был идентифицирован как порт Бантам.

### Европейские упоминания

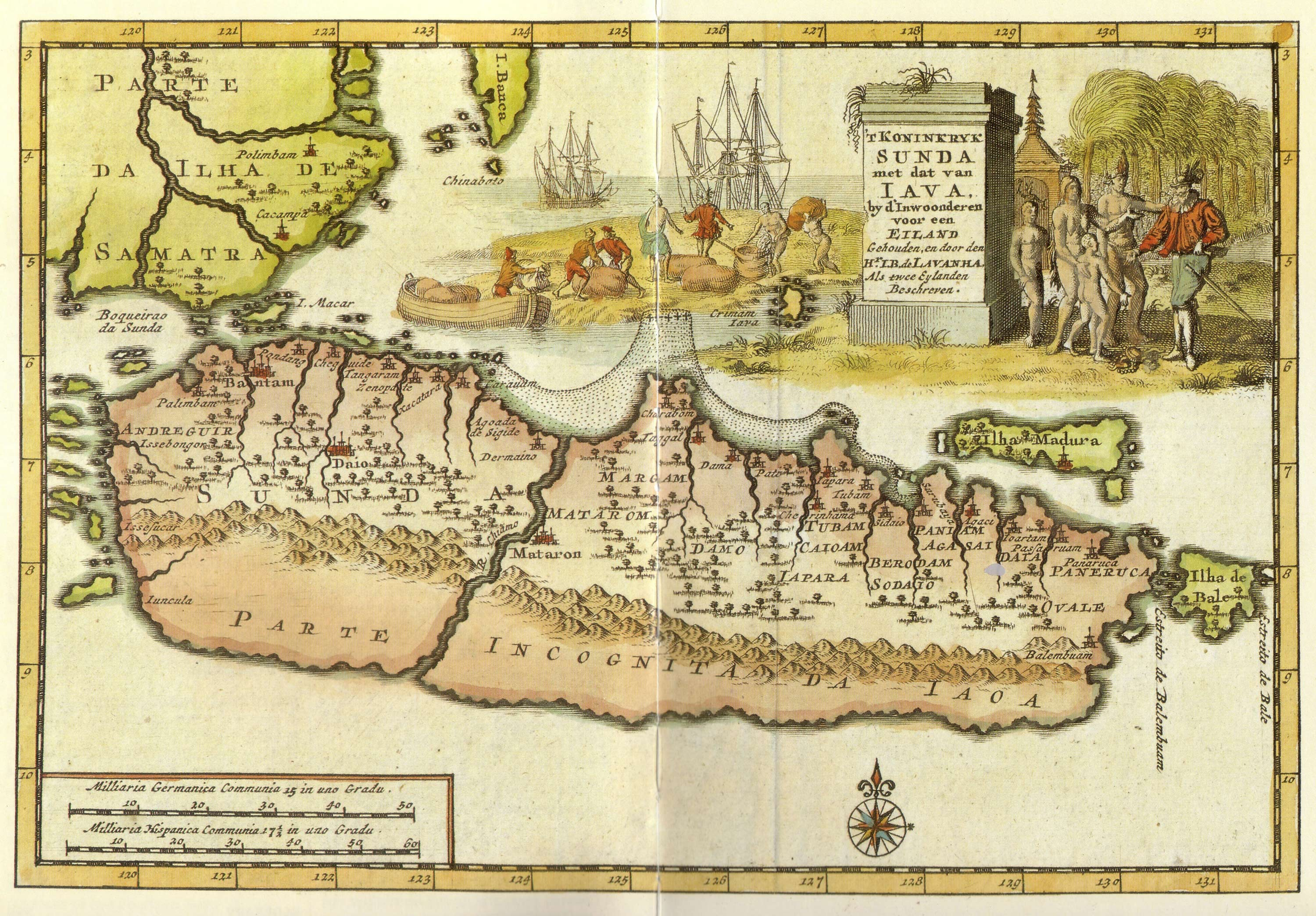
На старой карте Явы все ещё считалось, что земля Сунда на западе отделена от остальной части острова Ява. Здесь столица Сунда называется Дайо, что относится к Дайуху Пакуан Паджаджарану.

Европейские исследователи, в основном португальцы, базирующиеся в Малакке, также сообщали о существовании Королевства Сунда. Томе Пирес (1513) упоминал королевство Западной Явы, которое установило с ними торговые отношения как Regño de Çumda, что означает «Королевство Сунда». Также в отчете Антонио Пигафетты (1522 г.) Сунда упоминается как регион, производящий перец.:381
Томе Пирес из Португалии писал о Сунде в своем отчете «Summa Oriental (1513—1515)».

Некоторые люди утверждают, что королевство Сунда занимает половину всего острова Ява; другие, которым приписывается больше полномочий, говорят, что королевство Сунда должно составлять треть острова и ещё одну восьмую. Оно заканчивается у реки Чи Манук.

 Отчет на португальском языке датируется более поздним периодом истории королевства, незадолго до его захвата войсками султаната Бантам.

## История

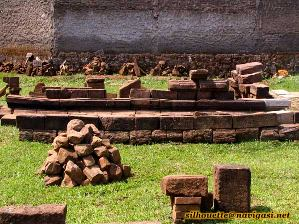
Руины индуистского храма Боджонгменье на Прианганская возвышенность, который, по оценкам, был построен в 7 веке.

История королевства Сунда насчитывает почти тысячелетие, с 7 по 16 века. Один из немногих её памятников — индуистский храм Боджонгменье 7-го века недалеко от Бандунга. Это было одно из самых ранних храмовых сооружений на Яве, старше храмов Дьенга в Центральной Яве.
Более ранний период неясен, информация о нём есть только в двух рукописях, датированных гораздо более поздним периодом, манускриптам Карита Парахьянган и рукописям Вангсакерта. Однако история более позднего периода, после конца 14 века, довольно ясна. Особенно после правления царя Васту Канчаны и Шри Бадуги Махараджа. Этому в основном способствовало наличие исторических источников, в том числе ряда зарубежных отчетов, особенно португальских; несколько каменных надписей, особенно Батутулис; и местные первичные исторические рукописи Буджангга Маник и Санхьянг Сикса Канданг Каресян.

### Становление и рост

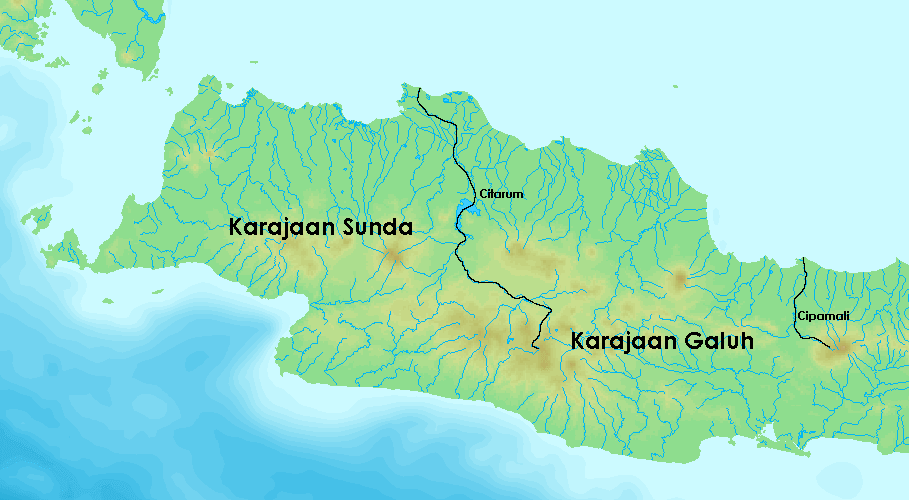
Река Читарум разделяет Сунду и Галух.

Согласно рукописи Вангсакерта, король Тарусбава сменил своего тестя на посту короля Тарумы. Он был коронован 18 мая 669 г. и, возможно, в том же году отправил посланника к Танскому двору в Китае.:54 В 670 году Тарусбава переименовал государство Тарума в королевство Сунда.
Согласно рукописи Вангсакерта, Вретикандаюн, владыка Галуха, использовал создание Королевства Сунда как предлог для отделения восточной Тарумы от Сунды. Чтобы избежать гражданской войны, король Тарусбава удовлетворил требование Ретикандаюна, и в 670 году Таруманагара был разделен на два королевства: Королевство Сунда на западе и Королевство Галух на востоке, разделенных рекой Цитарум. В последующие годы власть Таруманагара падала из-за серии вторжений Шривиджая, как упоминается в надписи Кота Капур (686 год).
У Ретикандаюна из Галуха было два сына: Семпакваджа и Мандиминьяк. Несмотря на то, что он был старшим сыном, Семпакваджа не был выбран в качестве преемника из-за физических недостатков, его младший брат Мандиминяк унаследовал трон. У Семпакваджи был сын по имени Пурбасора, а у короля Мандиминьяка быль сын по имени Сена или Братасена.

#### Сена и Санджая

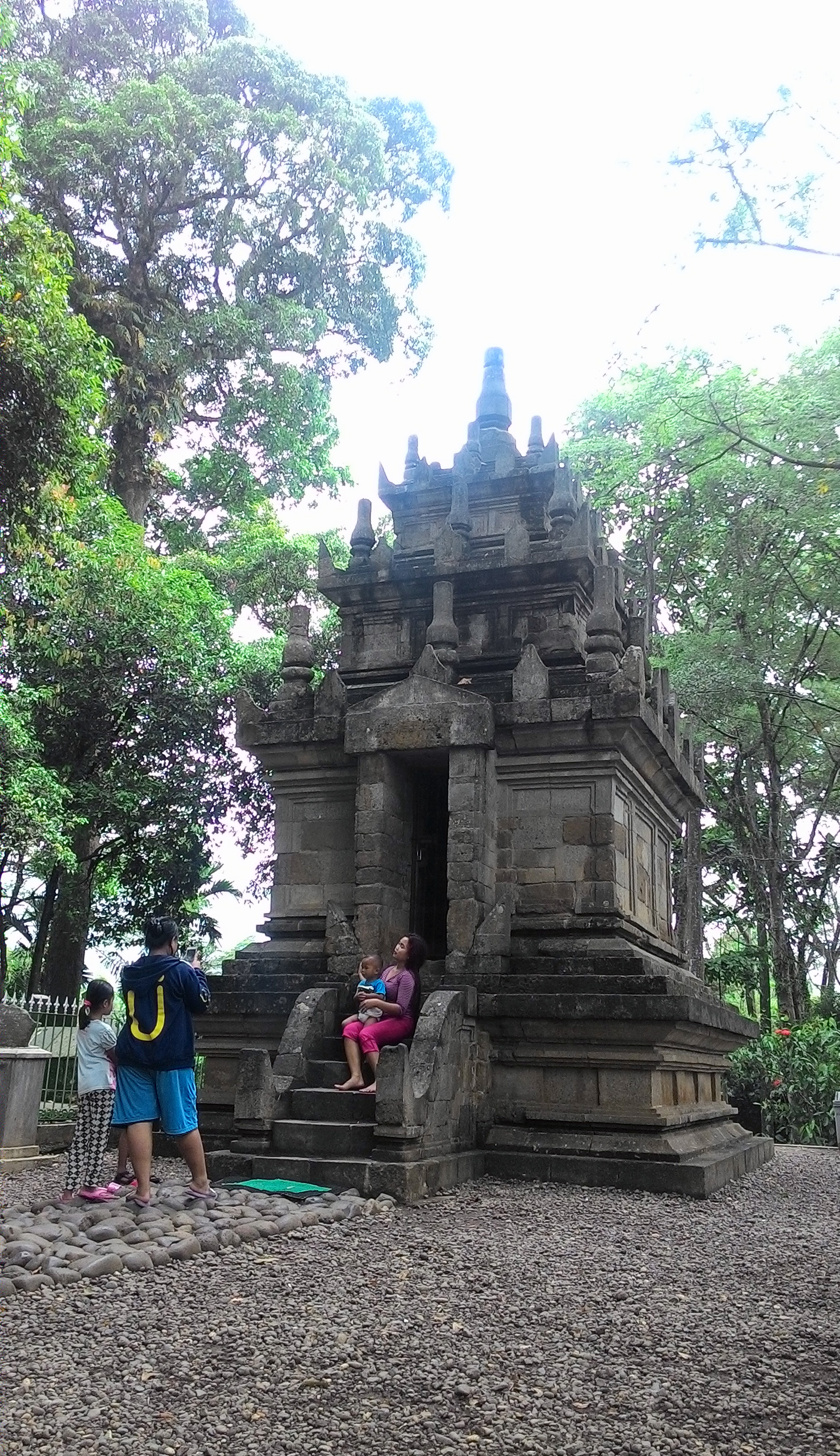
Индуистский храм Цангкуанг — святыня Шивы, датируемая 8 веком Королевства Галу.

После смерти Мандиминьяка принц Братасена Санна становится новым королем как третий монарх Галуха. Согласно рукописям Карита Парахьянган и Вангсакерта Король Сена из Галуха женился на принцессе Саннахе из Калингги в Центральной Яве, и их сыном был Джамри (Санджая). Чувствуя себя более достойным престола Галуха, Пурбасора сместил Сену в 716 году. Побежденный, Санна бежал в Центральную Яву.
Принцесса Теджакенчана, внучка Тарусбавы, вышла замуж за Ракеяна Джамри, сына Санны. В 723 году Джамри наследовал Тарусбаву как второй король Сунды. Как повелитель Сунды, он был известен как Прабу Харисдарма, а позже он был известен как Шри Санджая.
Санджая решил отомстить Пурбасоре и подготовил атаку. Рейд был начат с наступлением темноты, и почти вся семья Пурбасоры была убита. Санджая назначил Преману Дикусуму, внука Пурбасоры, ответственным за Галух. Санджая решил жить в центральной части Явы, а позже основал королевство Матарам в 732 году. Он назначил своего сына, принца Тамперана (сунд. Rakeyan Panaraban), чтобы управлять западной Явой от его имени.

#### Ракриан Джуру Пангамбат
Согласно надписи Кебон Копи II, датируемой 932 годом, обнаруженной около Богора, опытный охотник по имени Джуру Пангамбат заявил, что власть вернулась к царю Сунды.:381 Эта надпись была написана алфавитом кави, однако, что любопытно, использовался старый малайский язык. Археолог Фредерик Дэвид Кан Бош предположил, что это предполагает влияние Шривиджая. Французский историк Клод Гийо предположил, что это была декларация независимости Королевства Сунда, возможно, от Шривиджайи.

#### Джаябупати

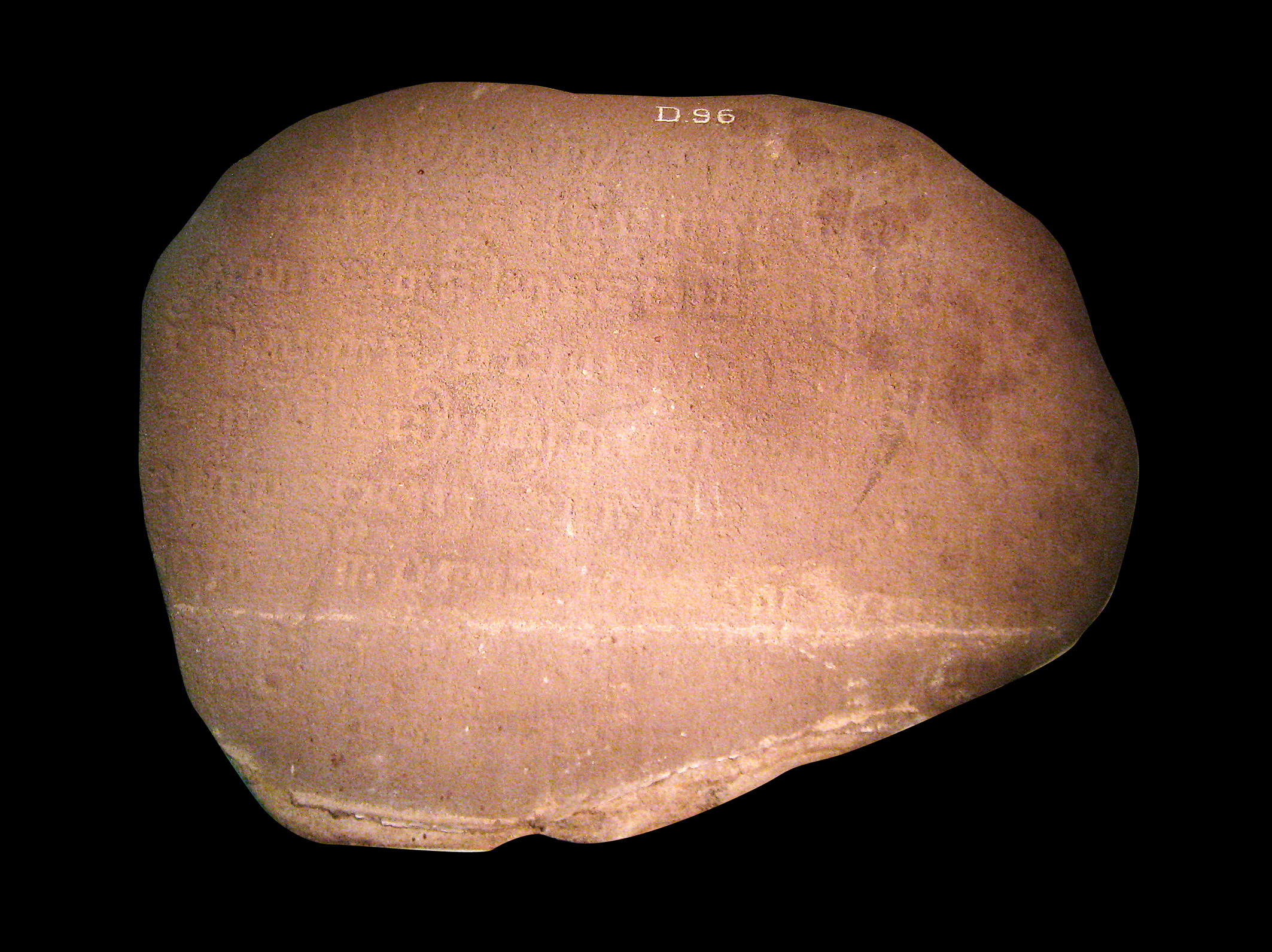
Надпись Сангян Тапак

Согласно надписи Сангян Тапак, датируемой 1030 годом, найденной в Чибадаке недалеко от Сукабуми, Махараджа Шри Джаябупати основал священное святилище Сангян Тапак. Любопытно, что стиль надписей раскрывает восточно-яванский шрифт, язык и стиль, сродни тому, что был принят при дворе Дхармавангсы в Матарам. Это привело к предположению, что королевство Сунда в это время, вероятно, находилось под влиянием Восточной Явы или, вероятно, Джаябупати присоединился к яванской культуре.
Шри Джаябупати в «Карита Парахьянган» упоминается как Прабу Детья Махарадж. Надпись Хоррена 11 века из Южного Кедири сообщает, что çatru Sunda (враг из Сунды) вторгся в деревни Восточной Явы и стал угрожать им.:388
После Шри Джаябупати не было обнаружено ни одной каменной надписи с упоминанием следующего правителя. Материальных свидетельств, относящихся к периоду с 11 по 14 века, не обнаружено. Большая часть наших текущих знаний об этом периоде получена из рукописей Карита Парахьянган и Вангсакерта.
В китайском источнике Сун, Чу-фан-чи датируемым около 1200 г., упоминается, что Шривиджая все ещё правил Суматрой, Малайским полуостровом и Син-то (Сундой). Порт Сунда, упомянутый Чжоу Джу-куа, вероятно, назывался Бантам, а не Сунда Келапа. Похоже, что к началу 13 века в морской торговле все ещё доминировала базирующаяся на Суматре Шривиджая.

### Золотой век
Название «Сунда» появилось в яванском источнике Параратон, сообщающем, что в 1336 году, во время инаугурации на должность премьер-министра, Гаджах Мада объявил присягу Палапы, в которой излагалась его внешняя политика по объединению архипелага под властью Маджапахита. Гаджах Мада сказал: «Lamun huwus kalah nusantara isun amukti palapa, lamun kalah ring Gurun, ring Seran, Tañjung Pura, ring Haru, ring Pahang, Dompo, ring Bali, Sunda, Palembang, Tumasik, samana isun amukti palapa». Сунда упоминался как одно из королевств, ставших целью заграничной кампании Мады. Похоже, к началу 14 века Сундское королевство стало довольно процветающим и приняло участие в международной морской торговле.

#### Махараджа Лингга Буана
Карита Парахьянган и Параратон назвали его Пребу Махараджей, а Вангсакерта называл Прабу Махараджа Лингга Буана. Он правил в Кавали (Галух) и умер в битве при Бубате. Империя Маджапахита в 1357 году стала жертвой военной хитрости, придуманной премьером Маджапахиты по имени Гаджа Мада.
Хаям Вурук, король Маджапахита, намеревался жениться на принцессе Дьях Питалока Читраресми, дочери Прабу Махараджа. Обрадованный король Сунда и его королевская семья прибыли в Маджапахит, чтобы выдать свою дочь замуж за Хаяма Вурука. Они построили лагерь на площади Бубат в северной части Тровулана и ждали начала свадебной церемонии. Гаджа Мада, однако, увидел в этом возможность потребовать подчинения Сунды господству Маджапахита и настоял на том, чтобы принцесса была отдана ему в знак подчинения.
Король Сунда отменяет свадьбу и пытается вернуться домой, но это приводит к стычке между армией Маджапахитов и королевской семьей Сунда с сопровождающими, которые погибают в этой трагедии, включая принцессу. Упоминается, что принцесса Дья Питалока покончила жизнь самоубийством, чтобы защитить честь своей страны. После своей смерти Прабу Махарадж был почитаем как Прабу Ванги (букв. царь с приятным ароматом) за героическую защиту своей чести. Эта история — основная тема книги Кидунг Сунда.

#### Нискала Васту Канчана и Нинграт Канчана

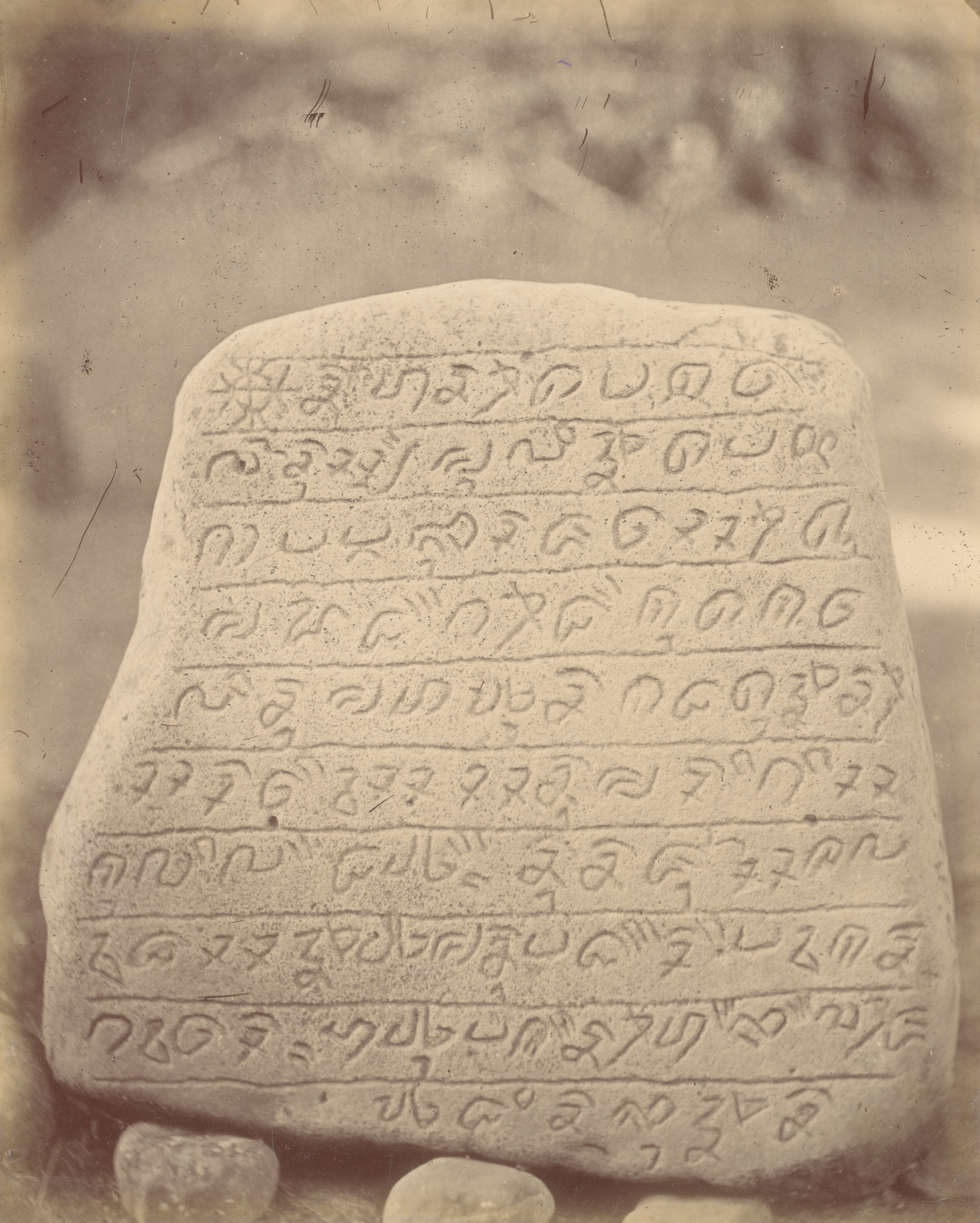
Одна из надписей Кавали.

Король Нискала Васту Канчана был младшим сыном Прабу Махараджа и братом принцессы Питалока Читраресми, оба они погибли в Маджапахите. В 1371 году на престол взошел принц Васту, наречённый Прабу Раджа Васту Канчана. Согласно надписи Кавали, датируемой примерно второй половиной XIV века, король Прабу Раджа Васту построил оборонительные сооружения, стены и рвы, окружающие город Кавали, и отреставрировал дворец Сурависеса. Строительство рвов и другие защитные меры, вероятно, были ответом на предполагаемую внешнюю угрозу. Отношения между Сундой и её восточным соседом, могущественной империей Маджапахит, сильно ухудшились после инцидента с Бубатом.:392 Нискала Васту проживал во дворце Кавали в Галухе и его правление запомнилось как долгая эпоха мира и процветания. По легенде он правил 104 года (1371—1475).:392
Надпись на медной пластине КеБантамана I (Джаягири) гласит, что Раджа Рахьянг Нискала Васту Канчана послал приказ через Хьянга Нинграта Канчана в Сусухунан Пакуан Паджаджаран позаботиться о даяханах (dayohan) в Джаягири и Сунда-Сембава, запретив сбор налогов с жителей, потому что они были хорошо осведомлены об индуистской религии и поклонялись богам. Он также объявил о строительстве священного комплекса в Сунда-Сембава.
Согласно надписи Батутулис, Рахьянг Нискала Васту Канчана был похоронен в Нусаларанге, что подтверждается рукописью Карита Парахьянган, в которой упоминается Prebu Niskala Wastu Kancana surup di Nusalarang ring giri Wanakusumah. В то время столица королевства Сунда все ещё находилась в городе Кавали в Галухе.:391
Сын Нискалы Васту Канчана, который упоминается как Тохан ди Галух (Повелитель Галуха) в Карита Парахьянган, стал королем. Он также упоминается в надписи КеБантаман I (Джаягири) как Хьянг Нинграт Канчана, а в надписи Батутулис — как Рахьянг Дэва Нискала.
Однако Васту Канчана правил всего семь лет и впоследствии был понижен в должности. Карита Парахьянган говорит, что «… kena salah twa(h) bogo(h) ka estri larangan ti kaluaran..,», что это произошло из-за его проступка, потому что он «влюбился в запретную (для него) женщину-чужачку».:393 Термин «женщина-чужачка» неоднозначен: может быть, новый король влюбился в иностранку, изгоя, несунданскую или даже неиндуистскую (мусульманскую) женщину. Возможно, что упомянутой здесь запретной женщиной-чужачкой была Ньяи Субанг Ларанг.
Согласно надписи Батутулиса, Рахьянг Дэва Нискала был похоронен в Гунатиге. Эту информацию подтверждает Карита Парахьянган, в которой упомянуто, что Тохан ди Галух был «nu surup di Gunung Tilu'», то есть умер или похоронен в Гунунг Тилу, что соответствует горной цепи Гунунг Тилу, расположенной к востоку от города Кунинган.

#### Шри Бадуга Махарадж

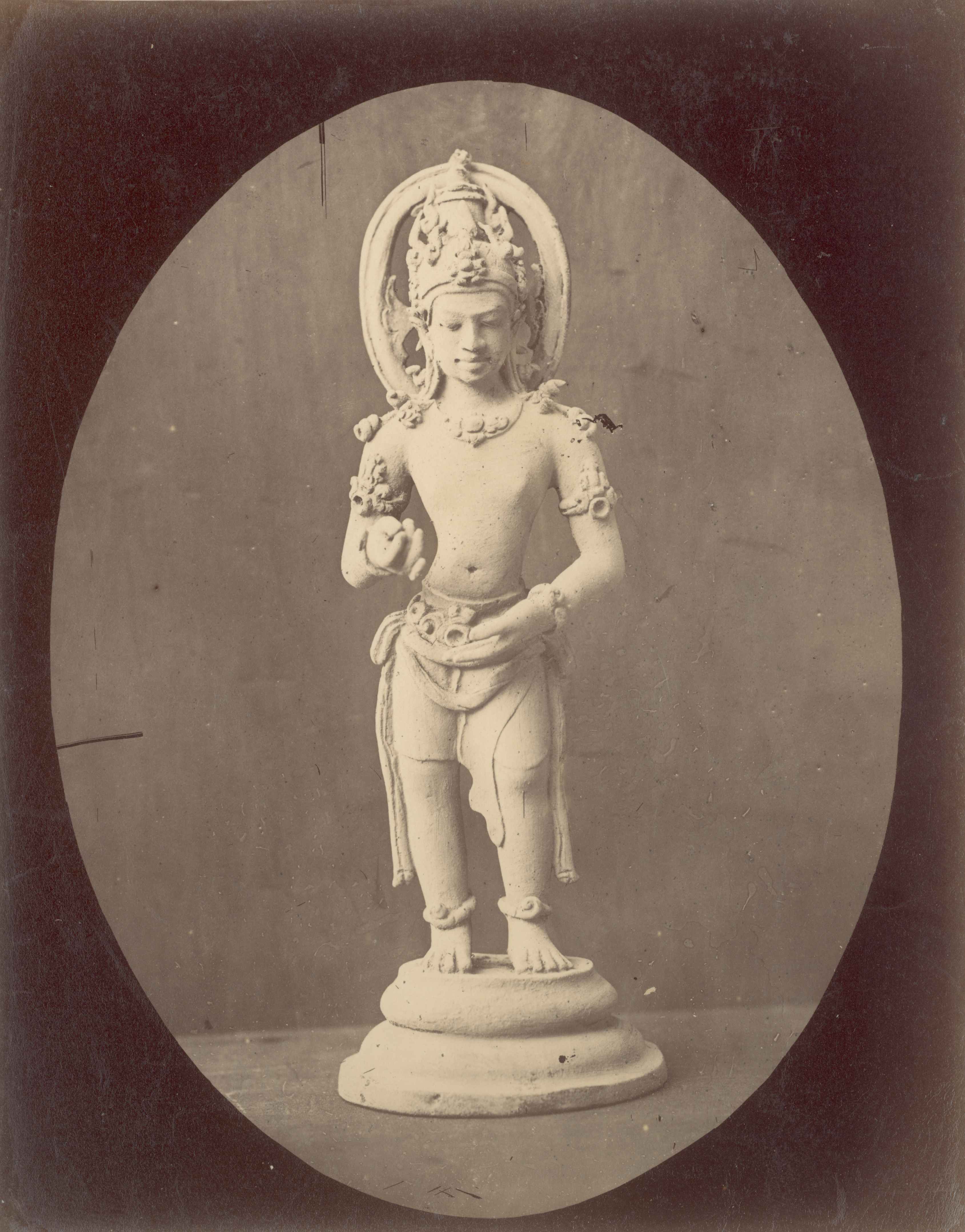
Статуя индуистского бога из Талаги близ Кунингана, Западная Ява, датируется периодом королевства Сунда.

Санг Рату Джаядевата, также известный как Шри Бадуга Махараджа, является внуком Прабу Васту Канчана или Прабу Нискала Васту. Джаядевата часто связывается с популярным персонажем Прабу Силиванги в сунданской устной традиции пантун.
Король Джаядевата перенес место нахождения правительства Кавали обратно в Пакуан в 1482 году. Однако не ясна причина перемещения столицы на запад. Это могло быть геополитическим шагом, направленным на то, чтобы обезопасить столицу от угрозы со стороны султаната Демак в Центральной Яве, находящегося на востоке. К 1482 году, согласно Purwaka Caruban Nagari, Чиребон объявил о своей независимости от Сунды и больше не отправлял дань двору Сунда.
Согласно надписи Батутулис, Шри Бадуга Махарадж построил оборонительные рвы, окружающие Пакуан Паджаджаран. Во время визита Томе Пиреса в Пакуан королевством Сунда правил именно Шри Бадуга Махарадж (1482—1521 гг.).
Правление Рату Джаядеваты было провозглашено «золотым веком» сунданского народа. Королевство укрепило свою власть и распространило её по всей западной части Явы. Также отмечается эффективное управление сельским хозяйством и прибыльная торговля перцем в регионе.

### Упадок
Во время правления Санг Рату Джаядевата часть жителей Сунда уже обратились в ислам, о чём свидетельствуют записи португальцев. Томе Пирес в 1513 году сообщил, что значительное количество мусульман проживает в порту Чиманук (сегодня Индрамаю), самом восточном порту королевства Сунда. Согласно этим сведениям порт Чиребон, расположенный к востоку от Чиманука, к тому времени уже был мусульманским портом, которым управляли яванцы.
Вероятно, эти новообращенные в ислам были людьми, упомянутыми в Карита Парахьянган как «те, кто не чувствовал покоя, потому что отклонился от учения Сангьянг Шикши». Тем не менее, в то время исламское влияние ещё не проникло внутрь столицы. Как упоминается в Карита Парахьянган … mana mo kadatangan ku musuh ganal, musu(h) alit …, что означает, что столица «защищена от грубого врага, (а также) тонкого врага». Термин «грубый враг» относится к фактическому вторжению иностранной армии, в то время как «тонкий враг» относится к распространению новой веры или новой религии, которая может нарушить установленный духовный порядок жизни в королевстве.:394
Королевство Сунда с тревогой наблюдало за растущим влиянием исламского султаната Демак, которому наконец удалось уничтожить в 1517 году город Даханапура (ныне Кедири), остаток индуистского королевства Маджапахит. В результате этого события индуистскими королевствами на Яве остались только Баламбанган на восточной окраине Явы и Сунда в её западной части. Тем временем Сунда постепенно исламизировалась.

#### Возвышение мусульманских государств, Чиребон и Бантам

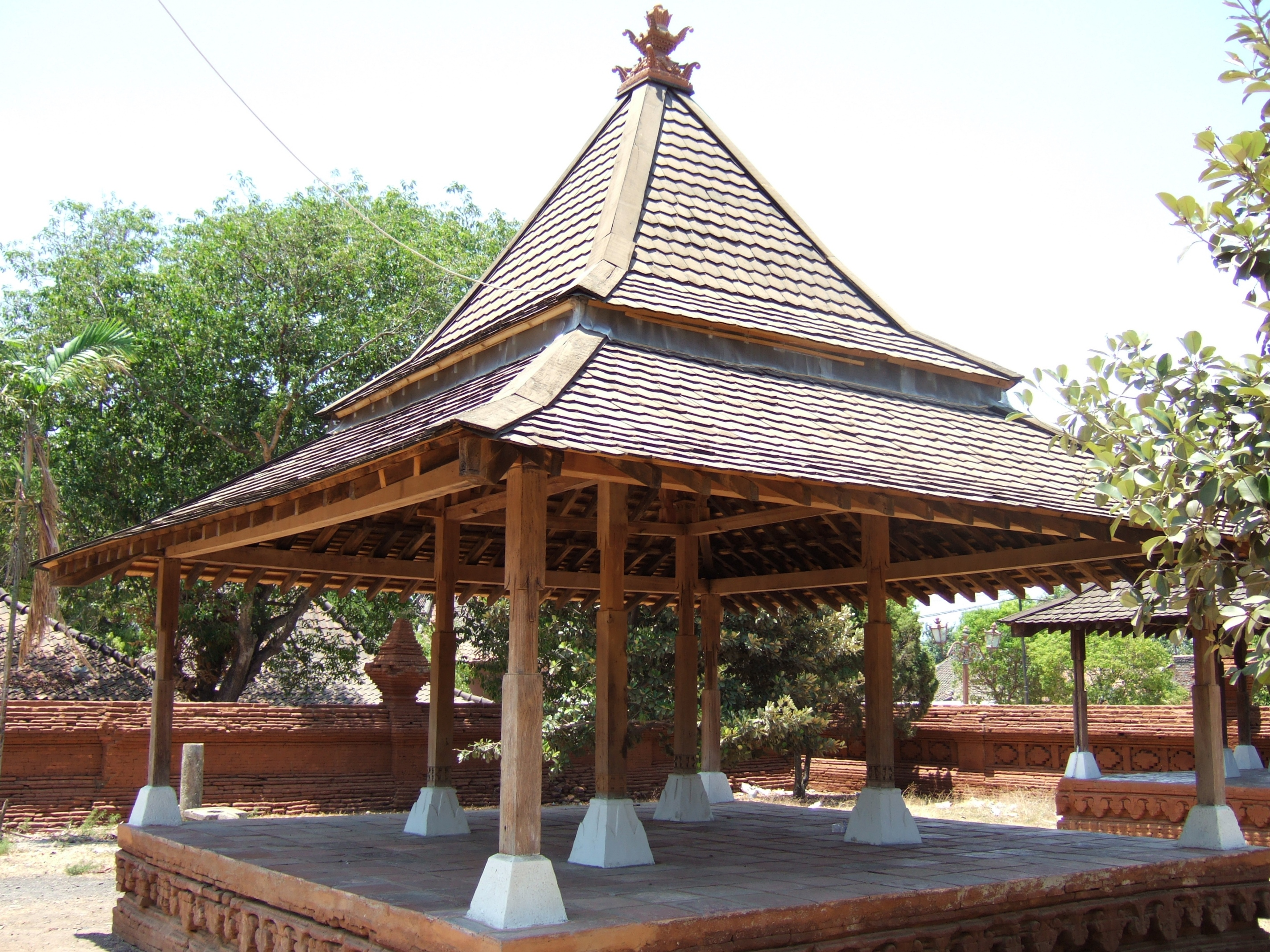
Кератон Касепухан из Чиребонский султанат. К 1482 году королевство Сунда потеряло свой важный восточный порт Чиребон.

В рукописи Буджангга Маник, написанной примерно во второй половине XV века, сообщается, что восточной границей царства Сунда была река Чипамали в современном Бребе. Однако португальский источник «Suma Oriental» 1513 года сообщает, что восточная граница королевства Сунда находится в порту Чемано (Чиманук), в устье реки Манук. Это означает, что во второй половине XV века — начале XVI века королевство Сунда потеряло контроль над территорией, окружающей Чиребон, что находится между Бребесом и Индрамаю. Это означает, что прибрежные мусульманские яванцы из султаната Демак продвигались на запад, в некогда традиционную сунданскую область.
Подробности о королевстве Сунда и его отношениях с Султанатом Чиребон в основном были взяты из рассказа Пурвака Карубана Нагари (сунд. Purwaka Caruban Nagari), рукописи хроник Чиребона, в которой Чиребон утверждался как законный преемник Королевства Сунда.
Согласно Пурвака Карубан Нагари, король Сунда Силиванги женился на Ньяи Субанг Ларанге, дочери Ки Геденг Тапа, капитана порта Муара Джати (сегодня Чиребон). У них было трое детей: Принц Валангсунгсанг, принцесса Рара Сантанг и принц Киан Сантанг. Хотя принц Валангсунгсанг был первенцем короля Сунды, он не получил права наследования, так как его мать, Ньяи Субанг Ларанг, не была королевой-консортом. Другая причина заключалась в том, что он, видимо под влиянием матери, обратился в ислам. В 16 веке на Западной Яве религией государства были: индуизм, сунданская религия предков и буддизм. Наследным принцем был избран его сводный брат, сын короля Силиванги и его третьей жены Ньяи Кантринг Маникмаянг.
Валангсунгсанг основал новое поселение под названием Дуку Аланг-Аланг в 1445 году. После смерти Ки Геденга Аланг-Аланга в 1447 году Валангсунгсанг назначен правителем города и принял новый титул принца Чакрабуана (сунд. Cakrabuana). Король Силиванги послал своего посланника Туменгунг Джагабайю и Раджу Сенгара, чтобы даровать принцу Каркрабуане титул Туменгунг Шри Мангана. Чиребон стал процветающим портом, но Чакрабуана по-прежнему был верен своему отцу и отправлял дань главному двору Сунды. В то время Чиребон все ещё был княжеством, принадлежащем королевству Сунда.
В 1479 году принцу Чакрабуана наследовал его племянник Шариф Хидаятулла, сын Ньяи Рары Сантанга (Шарифа Мудаим) и Шарифа Абдуллы из Египта. Он женился на своей двоюродной сестре, Ньи Мас Пакунгвати, которая была дочерью Чакрабуаны. Он широко известен под посмертным именем Сунан Гунунг Джати. 2 апреля 1482 г. Сунан Гунунг Джати заявил, что Чиребон больше не будет посылать дань в Пакун Паджаджаран, что ознаменовало провозглашение независимости султаната Чиребон от Сунды.
Персонаж, описанный в Пурвака Карубан Нагари (сунд. Purwaka Caruban Nagari) как король Силиванги, соответствовал Дэва Нискала (сунд. Dewa Niskala) или Нинграт Канчана (сунд. Ningrat Kancana), упоминаемому в Карита Парахьянган как Лорд Галуха. Тохан ди Галух был сыном и наследником Нискала Васту Канчана (сунд. Niskala Wastu Kancana).
Давление со стороны прибрежных исламских государств Явы заставило короля Сунды Шри Бадуга Махараджа обратиться за помощью к португальцам в Малакке. Его сын, наследный принц Прабу Сурависеса (сунд. Prabu Surawisesa), также известный как Рату Сан Хьян (Самиан; сунд. Ratu Sang Hyang; Samian), ездил в Малакку для торговли перцем и для подписания договора о союзе в 1512 году и позднее в 1521 году. Сын Сунана Гунунга Джати (сунд. Sunan Gunung Jati) позже также основал Султанат Бантам, который впоследствии стал угрозой для индуистского королевства Сунда.

#### Суравизеса и Сунда — Португальский договор 1522 г.
После смерти Шри Бадуги Махараджа (сунд. Sri Baduga Maharaja) в 1521 году его преемник Прабу Сурависеса Джаяперкоса (сунд. Prabu Surawisesa Jayaperkosa), также известный как Рату Сан Хьян, которого португальцы называли Рату Самиан, столкнулся с угрозой из Чиребона и Демака. В связи с чем он, правивший с 1521 по 1535 год, заключил договор с португальцами из Малакки о создании склада и крепости в Сунда-Келапе в обмен на защиту от этих исламских султанатов.
К 1522 году португальцы были готовы сформировать коалицию с королем Сунды, чтобы войти в долю его прибыльной торговли перцем. Командующий Малаккой Хорхе де Альбукерке (исп. Jorge de Albuquerque) отправил корабль «Сан-Себастьян» (исп. São Sebastião) под командованием капитана Энрике Леме (исп. Henrique Leme) в Сунда Калапа с ценными подарками для короля Сунды. Два письменных источника подробно описывают заключение договора: оригинальный португальский документ 1522 года с текстом договора и подписавшими его свидетелями, а также отчет об этом событии Жоау де Барруша в его книге Da Ásia, напечатанной после 1777 / 78 г.
Наследный принц наследовал своему отцу и стал теперь королем Прабу Сурависеса, хотя Баррос называл его королем Самианом (исп. Samião). Этот правитель Сунды согласился на дружбу с королем Португалии и пожаловал португальцам крепость в устье реки Циливунг (сунд. Ciliwung), где португальцы могли хранить перец. Кроме того, он пообещал каждый год жертвовать португальскому королю тысячу мешков перца с года начала строительства крепости. Контракт был составлен в двух экземплярах и подписан и в указанный день в 1522 году об этом был установлен памятный камень (падрао), в устье реки Циливунг.

#### Падение Сунда Келапа

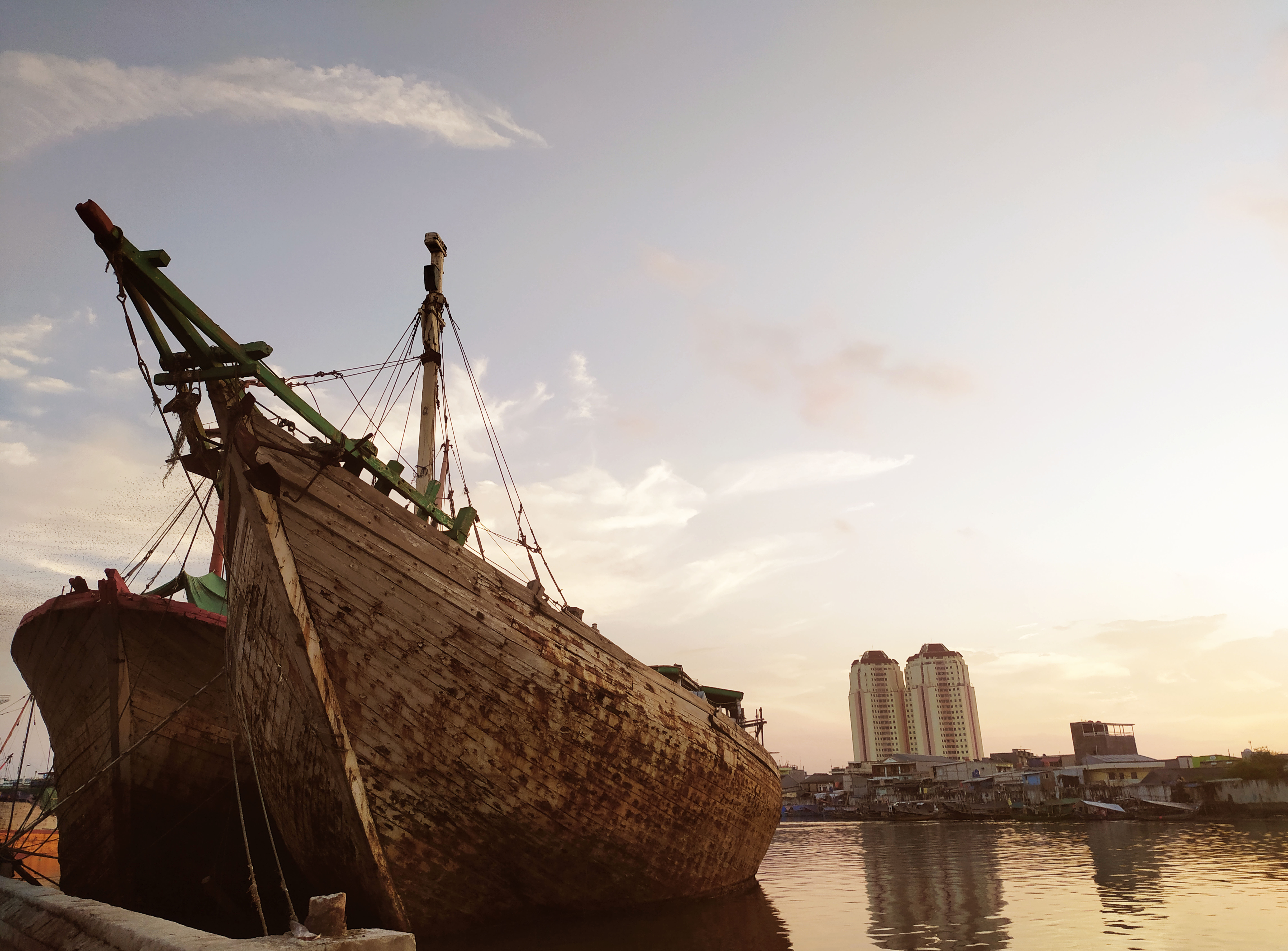
Порт Сунда Келапа, колыбель Джакарты. На протяжении веков это был королевский порт королевства Сунда, обслуживающий столицу Пакуан Паджаджаран, находящуюся в 60 км от моря, пока в 1527 году он не пал от сил Демака и Чиребона.

Этот Лусо-Сунданский договор о торговле и обороне был расторгнут из-за невыполнения португальцами своего обещания о постройке крепости. Задержка была вызвана проблемами в португальской Индии (ныне Гоа). А 22 июня 1527 года военный генерал Демака (Фатахилла) сумел захватить гавань Сунда Калапа незадолго до возвращения португальцев.
Город-порт был полностью разрушен и снесен с лица земли, так как подкрепление Сунды, посланное из Пакуана, было слишком слабым и отступило. Королевство Сунда потеряло свой самый важный порт, поэтому впоследствии его мусульманский завоеватель переименовал Сунда Калапа в Джаякарту.
Карита Парахьянган упоминает о 15 битвах в которых король Сан Хьян Сурависеса участвовал за 14 лет своего правления (1521—1535), в которых ему удалось отбить серию вторжений мусульманских сил из Чиребона и Демака.:398
Король потерял около тысячи людей. Во время этой войны, после Сунда Калапы, Королевство Сунда также потеряло Бантам. Сунан Гунунгджати из Чиребона короновал своего сына Хасанудина королем Бантама под покровительством султана Демака, который, в свою очередь, предложил Хасанудину свою сестру в жёны. Бантам был основан как столица этого нового султаната, который был провинцией султаната Чиребон. Наконец, в 1531 году был заключен мирный договор между королем Сурависесой из Сунды и Шарифом Хидаятуллой из Чиребона.
Прабу Сурависеса в 1533 году установил надпись Батутулис в память о своем покойном отце.

#### Рату Девата
Прабу Рату Девата (сунд. Prabu Ratu Dewata), также известный как Санг Рату Джая Девата (сунд. Sang Ratu Jaya Dewata), был преемником Прабу Сурависесы, хотя и не являлся его сыном. Во время правления Прабу Рату Девата (1535—1543) Чиребон и Бантам неоднократно пытались захватить столицу Сунды Пакуан.
В Карита Парахьянган записано о нескольких бедствиях, произошедших во время правления Рату Девата. Упоминается, что после внезапного нападения и битвы, которая проходила на главной площади (алун-алун) враги разрушили город[какой?].:398 Также упоминаются сражения в Чиранджанге (сунд. Ciranjang) и Сумеданге (сунд. Sumedang). Ещё одним происшествием было убийство отшельников риши и индуистских священников, которые были схвачены и брошены в море.:400 Вполне возможно, что атака была организована соседними мусульманскими султанатами.:395
Будучи не в состоянии контролировать королевство, Прабу Рату Девата (сунд. Prabu Ratu Dewata) глубоко погрузился в религиозные ритуалы и стал раджа Пандитом (сунд. Raja Pandita: царём-жрецом).:396 К этому времени Королевство Сунда потеряло выходы к морю.

#### Последние короли и падение королевства Сунда

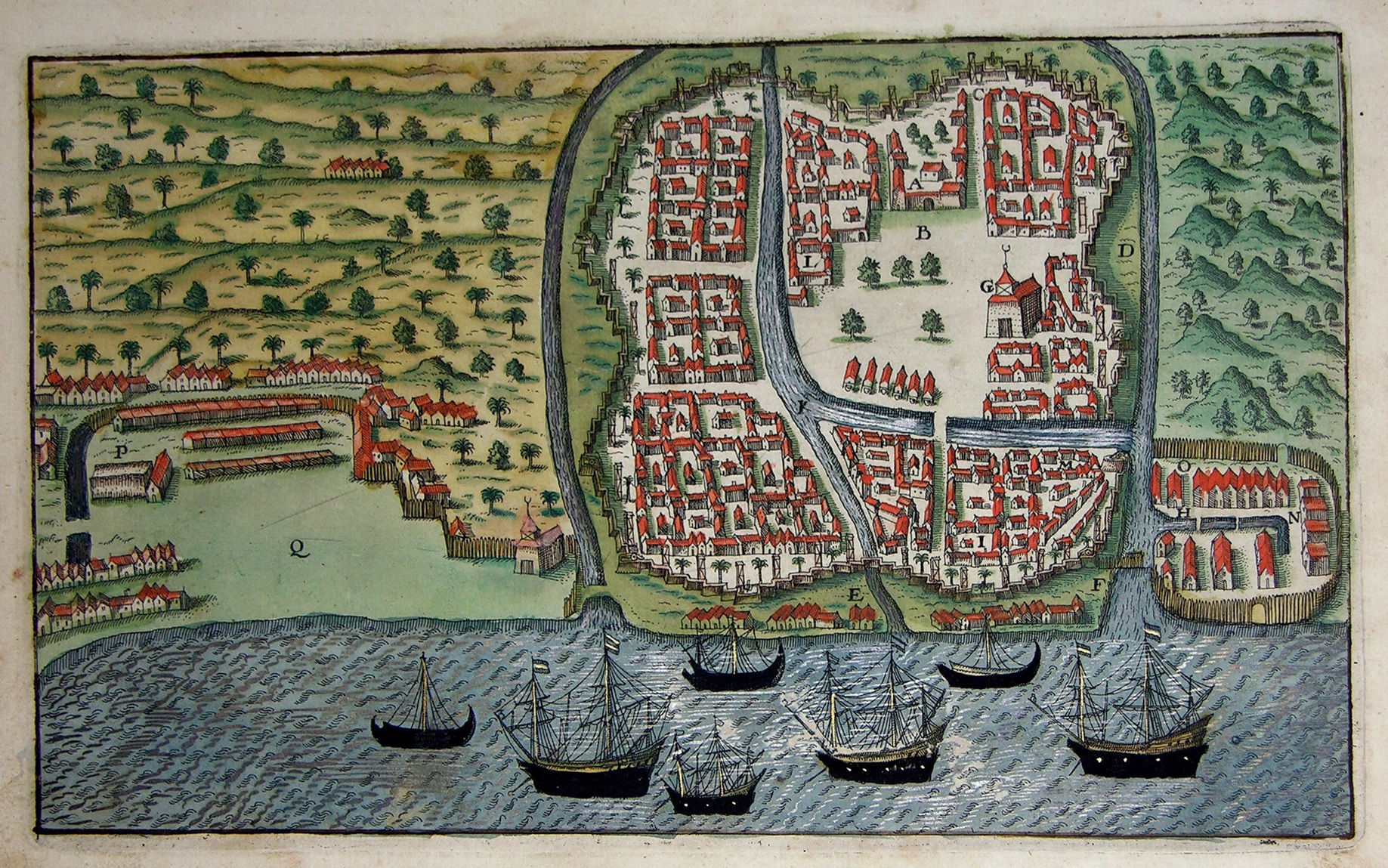
Порт Бантам в 16 веке. В последующие столетия султанат Бантам вытеснил королевство Сунда как доминирующее государство в западной части Явы.

Серия последних королей Сунда была известна своей некомпетентностью. Преемник Рату Девата (сунд. Ratu Dewata), царь Рату Шакти (сунд. Ratu Sakti), правил с 1543 по 1551 год и был известен своим гедонизмом.:396
Следующий преемник, правивший с 1551 по 1567 год, король Нилакендра (сунд. Nilakendra), также известный как Тохан ди Маджая (сунд. Tohaan di Majaya), был занят украшением и ремонтом дворца,:396 в котором не мог оставаться из-за продолжающихся сражений.
В 1550-х годах султан Бантама Хасануддин, предпринял успешную атаку на Пакуан, захватил и разрушил столицу Сунда. Выжившие члены королевской семьи Сунда, дворяне и простые люди бежали из павшего города в гористую пустыню.
С 1567 по 1579 год королевство окончательно пришло в упадок при последнем царе Сунды Радже Мулье (сунд. Raja Mulya), также известном как Прабу Сурья Кенчана (сунд. Prabu Surya Kencana) или Нусия Муля (сунд. Nusiya Mulya) согласно Карита Парахьянган. Он правил из столицы в глубине страны, недалеко от Пандегланга, на склоне вулкана Пулосари. После этого султанат Бантам захватил большую часть территории бывшего королевства Сунда, тем самым положив конец тысячелетию индуистско-буддийской дхармической цивилизации Западной Явы.:396 К этому времени Ява все больше и больше становилась исламской. Последним индуистским государством на острове было королевство Баламбанган на его восточной окраине, вплоть до его гибели в начале 18 века.

## Столицы
На протяжении всей истории Сунды центр культурной и политической власти часто перемещался между регионом западной части прианганской возвышенности, который первоначально обозначался как «Сунда», со столицей Пакуан Паджаджаран (на месте современного города Богор) и восточным районом этой возвышенности, который называют «Галух», со столицей в Кавали (совр. город Чамис).

### Кавали

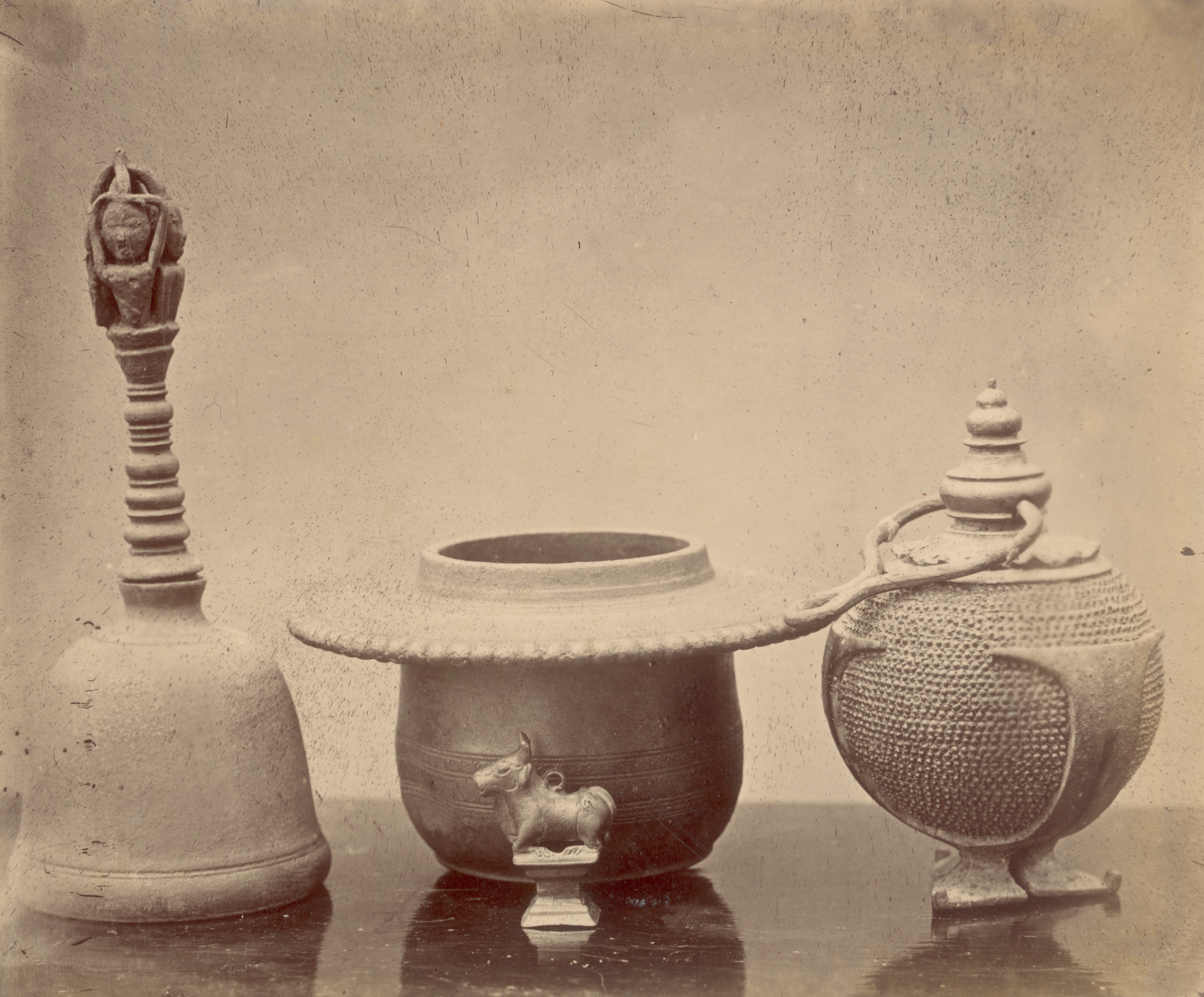
Ритуальные предметы индуистского брамина, в том числе бронзовый колокол и сосуд со святой водой из Кавали, исторической столицы королевства Галух.

Столица Королевства Галух региона Парахьянган (Прианганской возвышенности) также меняла своё местоположение. Раньше столица располагалась вокруг городища Карангкамулян на берегу реки Читандуй. К началу XIV века столица была перенесена вверх по течению, на северо-запад, в область, ныне известную как Астана-Геде, недалеко от нынешнего города Кавали, Регентство Чамис. Город располагался на восточном склоне горы Савал (сунд. Sawal) у истока реки Читандуй. Здесь была обнаружена надпись Кавали. Согласно традиции, дворец (кератон) в Кавали называется Сурависеса, он был расширен и обновлен королем Нискала Васту Канчана (сунд. Niskala Wastu Kancana). Кавали служил столицей королевства на протяжении нескольких поколений, пока Шри Бадуга Махараджа не вернул правительство обратно в Пакуан в 1482 году.

### Пакуан Паджаджаран

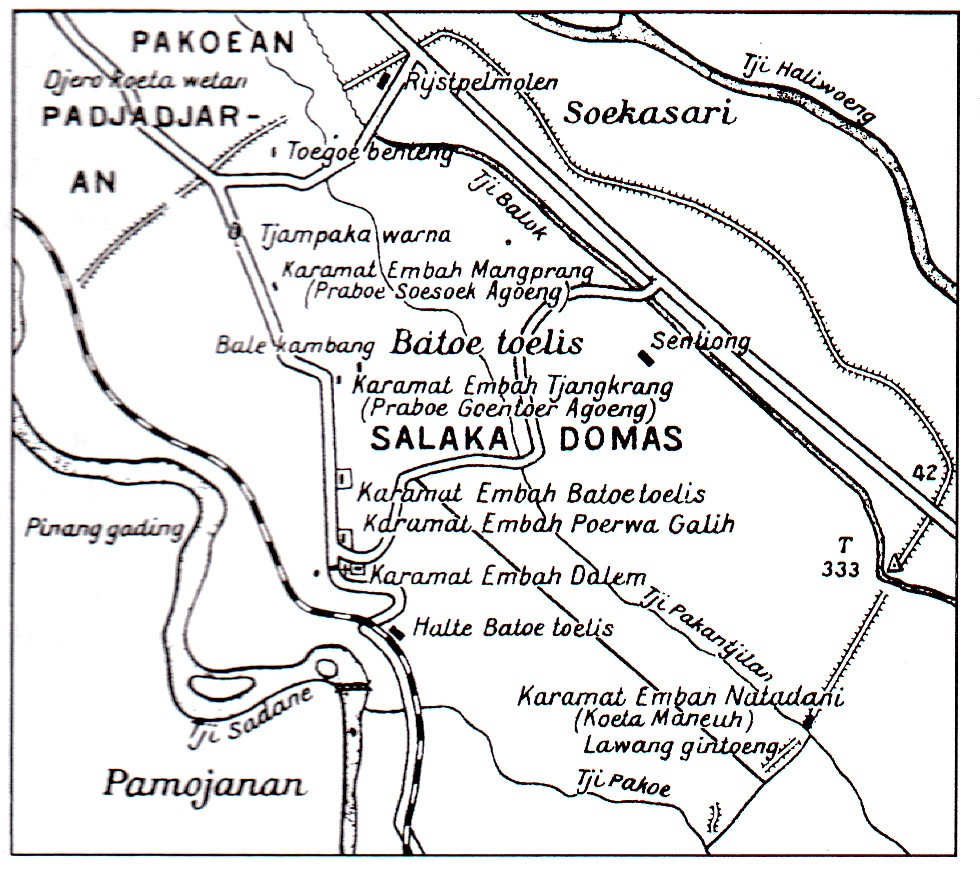
Местонахождение Пакуан Паджаджарана, скопированное из книги «Кабудаян Сунда Заман Паджаджаран» («Kabudayaan Sunda Zaman Pajajaran») Часть 2, 2005 г.

После падения Тарумы в 7 веке король Тарусбава (сунд. Tarusbawa) построил новую столицу дальше от береговой линии, недалеко от истока реки Чипакансилан (сунд. Cipakancilan) в современном Богоре. Согласно рукописи Карита Парахьянган, XV или XVI века, король Тарусбава упоминается как Тохан (король) Сунды. Он был родоначальником династии, правившей Сундой до 723 года. Пакуан служил столицей Сунды во время правления нескольких королей, затем королевский двор переместился в Кавали, пока Шри Бадуга Махараджа не вернул его из Кавали обратно в Пакуан в 1482 году, до этого, хотя с X века город был постоянно заселён, он не имел большого политического значения.
В 1513 году город посетил первый европейский гость, португальский посланник Томе Пириш:40. Согласно его отчёту, город Дайо (Daio/Dayeuh — сунданский термин для обозначения столицы) был достаточно большим и имел населения около 50 тыс. жителей:404.
Согласно легендам царь Джаядевата справедливо правил из своего прекрасного Кадатвана (дворца) под названием Шри Бима Пунта Нараяна Мадура Сурадипати (сунд. Sri Bima Punta Narayana Madura Suradipati) в Пакуан Паджаджаране, и его правление отмечается как золотой век для сунданского народа:393.
После правления короля Джаядеваты (Шри Бадуга Махараджа) Пакуан Паджаджаран служил королевской столицей в течение нескольких поколений. Дайух Пакуан Паджаджаран служил столицей королевства Сунда примерно в течение почти ста лет (1482—1579), пока город не был разрушен султанатом Бантам в 1579 году.
Поскольку столица королевства Сунда Пакуан находилась между двумя параллельными реками, Циливунг (сунд. Ciliwung) и Цисадане (сунд. Cisadane), он назывался Паджаджаран (букв. место, расположенное между двумя параллельными объектами) или Пакуан Паджаджаран. Хотя в первичных местных и европейских исторических записях королевство в западной части острова Ява упоминалось как Королевство Сунда, сунды, особенно после создания прибрежных султанатов Бантам и Чиребон, называли это королевство "Пакуан Паджаджаран", или просто Паджаджаран, что было более поздним названием, которое было распространено на Западной Яве, среди яванцев региона Матарам (нынешние Джокьякарта и Соло).

## Королевство Сунда в культуре
Эпоха королевства Сунда считается «золотой эрой» древней Индонезии, что вдохновило многих писателей и художников на создание основанных на ней произведений:
1. Саур Сепух (1987—1991), радиодрама и фильм Ники Косасих. Начавшаяся как популярная радиодраматическая программа в конце 1980-х, действие «Саур Сепух» происходит на Яве 15-го века и повествует о Браме Кумбаре, вымышленном короле вымышленного королевства Мадангкары, соседом Паджаджарана. Несколько фильмов и сериалов также основаны на истории Саура Сепуха.
2. Прабу Силиванги (Prabu Siliwangi, 1988), фильм режиссёра Софьяна Шарны о выдуманной истории жизни Силиванги[англ.].
3. Прабу Силиванги (2009), роман, написанный Э. Рокаджатом Асурой, также о царе Силиванги[англ.].
4. Дья Питалока (2007), роман, написанный Хермаваном Аксаном, о сунданской принцессе Дьях Питалока Читраресми[англ.], сюжет сосредоточен вокруг битвы при Бубате с участием Гаджа Мада. Роман был вдохновлен Кидунг Санджаной[англ.].
5. В дополнении Rise of the Rajas (2016) из компьютерной игры Age of Empires II трагедия Пасунда Бубат была представлена как одна из военных кампаний Гаджа Мады.